# 沈坝镇
沈坝镇，是中华人民共和国陕西省安康市汉滨区下辖的一个乡镇级行政单位。

## 行政区划
沈坝镇下辖以下地区：
沈坝村、阴湾村、小沟村、沙沟村、富田村、花红村、阳山村、西元村、庙沟村、石梯村、桥头村、码头村、罗仙村、关耀村、北沟村、田心村、元丰村、迎风村、高井村和张四营村。